# Список фільмів України
|  | Службовий список статей, створений для координації робіт з розвитку теми. Це попередження не встановлюється на інформаційні списки і глосарії. |

Список фільмів, створених в Україні:

## 1910-ті
- 1912 — «Денщик підвів, або Хохол наплутав», режисер Олександр Остроухов-Арбо
- 1911 — «Запорізька січ», режисер Данило Сахненко
- 1912 — «Надокучливий вояжер», режисер Олександр Остроухов-Арбо
- 1912 — «Любов Андрія», режисер Данило Сахненко
- 1913 — «Полтава», режисер Данило Сахненко
- 1913 — «Життя євреїв у Палестині», режисер Ноах Соколовський, Кінематографічна контора «Мізрах» (Одеса)
- 1914 — «Життя євреїв в Румунії», режисер Георгій Дробін, Кінематографічна контора «Мізрах» (Одеса)
- 1914 — «Герой з народу», режисер Олексій Олексієнко
- 1917 — «Тарас Бульба», режисер Трохим Піддубний
- 1918 — «Київ звільнений», «Українфільм» (Київ)
- 1918 — «Мирна конференція між Україною та Росією», Степан Семак, «Українфільм» (Київ)
- 1918 — «Міністр військ М. Грушевський», «Українфільм» (Київ)
- 1918 — «Резиденція гетьмана», «Українфільм» (Київ)
- 1918 — «Український комендант Ровінський», «Українфільм» (Київ)
- 1919 — «В'їзд Директорії», «Українфільм» (Київ)

## 1920-ті
- 1920 — «Два світи», режисери Олександр Аркатов, В. Черноблер «Всеукраїнський кінокомітет» (Київ)
- 1920 — «Ми переможемо», режисер Микола Салтиков «Всеукраїнський кінокомітет» (Київ)
- 1920 — «Червоний кобзар», режисер Михайло Бонч-Томашевський «Всеукраїнський кінокомітет» (Київ)
- 1926 — «Вася — реформатор», режисер Олександр Довженко
- 1926 — «Тарас Трясило», режисер Петро Чардинін
- 1928 — «Тарас Шевченко», режисер Петро Чардинін
- 1928 — «Сумка дипкур'єра», режисер Олександр Довженко
- 1928 — «Арсенал», режисер Олександр Довженко
- 1928 — «Звенигора», режисер Олександр Довженко
- 1928 — «Шкурник», режисер Микола Шпиковський
- 1929 — «Хліб», режисер Микола Шпиковський
- 1929 — «Людина з кіноапаратом», режисер Дзиґа Вертов

## 1930-ті
- 1930 — «Ентузіазм.Симфонія Донбасу», режисер Дзиґа Вертов
- 1930 — «Земля», режисер Олександр Довженко
- 1930 — «Свій хлопець», режисер Лазар Френкель
- 1930 — «Право батьків», режисер Віра Строєва
- 1931 — «Кармелюк», режисер Фавст Лопатинський
- 1931 — «Генеральна репетиція», режисери Мирон Білинський, Павло Коломойцев
- 1931 — «Перший рейс», режисер Григорій Гричер-Чериковер
- 1931 — «На великому шляху», режисер Василь Радиш
- 1932 — «Іван», режисер Олександр Довженко
- 1932 — «Штормова ніч», режисер Йосиф Мурін
- 1933 — «Коліївщина», режисер Іван Кавалерідзе
- 1933 — «Степові пісні», режисер Яків Урінов
- 1934 — «Кришталевий палац», режисер Григорій Гричер-Чериковер
- 1934 — «Мурзілка в Африці», режисери Євген Горбач, Семен Гуєцький
- 1934 — «Велика гра», режисер Георгій Тасін
- 1935 — «Аероград», режисер Олександр Довженко
- 1935 — «Пісні України», режисер Павло Коломойцев
- 1936 — «Наталка Полтавка», режисер Іван Кавалерідзе
- 1936 — «Том Сойєр», режисер Лазар Френкель
- 1937 — «Запорожець за Дунаєм», режисер Іван Кавалерідзе
- 1937 — «Гірська квітка (Едельвейс)», режисер Василь Артеменко
- 1938 — «Директор», режисер Леонід Луков
- 1939 — «Щорс», режисер Олександр Довженко

## 1940-ві
- 1940 — «Визволення», режисери Олександр Довженко, Юлія Солнцева
- 1939 — «Велике життя», режисер Леонід Луков
- 1940 — «Небеса», режисер Юрій Тарич
- 1941 — «Богдан Хмельницький», режисер Ігор Савченко
- 1942 — «Партизани в степах України», режисер Ігор Савченко
- 1942 — «Як гартувалась сталь», режисер Марк Донськой
- 1943 — «Райдуга», режисер Марк Донськой
- 1945 — «Нескорені», режисер Марк Донськой
- 1946 — «Центр нападу», режисери Семен Дерев'янський, Ігор Земгано
- 1947 — «Подвиг розвідника», режисер Борис Барнет
- 1948 — «Третій удар», режисер Ігор Савченко

## 1950-ті
- 1950 — «Тарас Шевченко», режисер Ігор Савченко
- 1952 — «В степах України», режисер Тимофій Левчук
- 1952 — «Украдене щастя», режисер Гнат Юра
- 1953 — «Мартин Боруля», режисер Олексій Швачко
- 1955 — «Іван Франко», режисер Тимофій Левчук
- 1956 — «Весна на Зарічній вулиці», режисери Марлен Хуцієв, Фелікс Миронер
- 1957 — «Правда», режисери Віктор Добровольський, Ісаак Шмарук
- 1958 — «Надзвичайна подія», режисер Віктор Івченко
- 1959 — «Спрага», режисер Євген Ташков

## 1960-ті
- 1960 — «Іванна», режисер Віктор Івченко
- 1961 — «За двома зайцями», режисер Віктор Іванов
- 1961 — «Лісова пісня», режисер Віктор Івченко
- 1962 — «Квітка на камені (Ніхто так не кохав)», режисер Сергій Параджанов
- 1963 — «Королева бензоколонки», режисер Олексій Мішурін
- 1963 — «Наймичка», режисер Іван Левченко
- 1964 — «Тіні забутих предків», режисер Сергій Параджанов
- 1964 — «Сон», режисер Володимир Денисенко
- 1965 — «Криниця для спраглих», режисер Юрій Іллєнко
- 1965 — «Вірність», режисер Петро Тодоровський
- 1966 — «Бур’ян», режисер Анатолій Буковський
- 1967 — «Короткі зустрічі», режисер Кіра Муратова
- 1967 — «Київські мелодії», режисер Ігор Самборський
- 1968 — «Камінний хрест», режисер Леонід Осика
- 1969 — «Ми з України», режисер Василь Ілляшенко

## 1970-ті
- 1970 — «Довгі проводи», режисер Кіра Муратова
- 1971 — «Білий птах з чорною ознакою», режисер Юрій Іллєнко
- 1971 — «Комісари», режисер Микола Мащенко
- 1971 — «Захар Беркут», режисер Леонід Осика
- 1971 — «Червона рута», режисер Роман Олексів
- 1972 — «Пропала Грамота», режисер Борис Івченко
- 1972 — «У бій ідуть лише "старі"», режисер Леонід Биков
- 1973 — «Як гартувалась сталь», режисер Микола Мащенко
- 1973 — «Повість про жінку», режисер Володимир Денисенко
- 1974 — «Марина», режисер Борис Івченко
- 1975 — «Пісня завжди з нами», режисер Віктор Стороженко
- 1976 — «Ати-бати, йшли солдати…», режисер Леонід Биков
- 1977 — «Весь світ в очах твоїх…», режисер Станіслав Клименко
- 1978 — «Пізнаючи білий світ», режисер Кіра Муратова
- 1979 — «Місце зустрічі змінити не можна», режисер Станіслав Говорухін

## 1980-ті
- 1980 — «Лісова пісня. Мавка», режисер Юрій Іллєнко
- 1980 — «Ярослав Мудрий», режисер Григорій Кохан
- 1981 — «Високий перевал», режисер Володимир Денисенко
- 1981 — «Така пізня, така тепла осінь», режисер Іван Миколайчук
- 1982 — «Чародії», режисер Константин Бромерг
- 1983 — «Зелений фургон», режисер Олександр Павловський
- 1983 — «Польоти у сні та наяву», режисер Роман Балаян
- 1983 — «Легенда про княгиню Ольгу», режисер Юрій Іллєнко
- 1983 — «Вир», режисер Станіслав Клименко
- 1984 — «Украдене щастя», режисер Юрій Ткаченко
- 1985 — «Вклонись до землі», режисер Леонід Осика
- 1986 — «Самотня жінка бажає познайомитися», режисер В'ячеслав Криштофович
- 1986 — «Весь світ в очах твоїх…», режисер Станіслав Клименко
- 1986 — «Запорожець за Дунаєм», режисер Юрій Суярко
- 1987 — «Данило — князь Галицький», режисер Ярослав Лупій
- 1988 — «Нові пригоди Янкі при дворі короля Артура», режисер Віктор Гресь
- 1988 — «Бич Божий», режисер Олег Фіалка
- 1989 — «Небилиці про Івана», режисер Борис Івченко
- 1989 — «Камінна душа», режисер Станіслав Клименко
- 1989 — «Лебедине озеро.Зона», режисер Юрій Іллєнко
- 1989 — «Астенічний синдром», режисер Кіра Муратова

## 1990-ті
- 1990 — «Розпад», режисер Михайло Бєліков
- 1991 — «Козаки йдуть», режисер Сергій Омельчук
- 1991 — «Мина Мазайло», режисер Сергій Проскурня
- 1991 — «Кому вгору, кому вниз», режисер Станіслав Клименко
- 1991 — «Голод-33», режисер Олександр Янчук
- 1991 — «Гріх», режисер Олег Бійма
- 1991 — «Останній бункер», режисер Вадим Іллєнко
- 1992 — «Вінчання зі смертю», режисер Микола Мащенко
- 1992 — «Вишневі ночі», режисер Аркадій Микулиський
- 1992 — «Тарас Шевченко.Заповіт», режисер Станіслав Клименко
- 1992 — «Чотири листи фанери», режисери Іван Гаврилюк, Сайдо Курбанов
- 1992 — «Америкен бой», режисер Борис Квашньов
- 1993 — «Гетьманські клейноди», режисер Леонід Осика
- 1993 — «Кайдашева сім'я», режисер Володимир Городько
- 1993 — «Очікуючи вантаж на рейді Фучжоу біля пагоди», режисер Михайло Іллєнко
- 1993 — «Сад Гетсиманський», режисер Ростислав Синько
- 1993 — «Тіні війни», режисер Георгій Гонгадзе
- 1993 — «Вперед, за скарбами гетьмана!», режисер Вадим Кастеллі
- 1995 — «Атентат — Осіннє вбивство у Мюнхені», режисер Олександр Янчук
- 1995 — «Страчені світанки», режисер Григорій Кохан
- 1996 — «Вий», режисери Алла Грачова, Леонід Зарубін
- 1996 — «Judenkreis, або Вічне колесо», режисер Василь Домбровський
- 1996 — «Операція "Контракт"», режисер Тамара Бойко
- 1997 — «Сьомий маршрут», режисер Михайло Іллєнко
- 1998 — «Тупик», режисер Григорій Кохан
- 1999 — «Як коваль щастя шукав», режисер Радомир Василевський

## 2000-ні
- 2000 — «Нескорений», режисер Олесь Янчук
- 2001 — «Вертикальна подорож», режисер Оксана Чепелик
- 2001 — «Молитва за гетьмана Мазепу», режисер Юрій Іллєнко
- 2001 — «Вечори на хуторі біля Диканьки», режисер Семен Горов
- 2001 — «Хроніки від Фортінбраса», режисер Оксана Чепелик
- 2002 — «Йшов трамвай дев'ятий номер», режисер Степан Коваль
- 2002 — «Урбаністична мультимедійна утопія», режисер Оксана Чепелик
- 2002 — «Чорна Рада», режисер Микола Засєєв-Руденко
- 2002 — «Таємниця Чингісхана», режисер Володимир Савельєв
- 2003 — «Мамай», режисер Олесь Санін
- 2003 — «Цикута», режисер Олександр Шапірко
- 2003 — «Один у полі воїн», режисери Генадій Вірста, Олег Мосійчук
- 2003 — «Золота лихоманка», режисер Михайло Бєліков
- 2004 — «Залізна сотня», режисер Олесь Янчук
- 2004 — «Зцілення коханням», режисер Бата Недич
- 2004 — «Королева бензоколонки 2», режисер Олександр Кірієнко
- 2004 — «Між Гітлером і Сталіном — Україна в ІІ Світовій війні», режисер Святослав Новицький
- 2004 — «Путівник», режисер Андрій Дончик
- 2004 — «Украдене щастя», режисер Станіслав Клименко
- 2004 — «Червоний ренесанс», режисери Віктор Шкурин, Олександр Фролов
- 2005 — «Далекий постріл», режисер Валерій Шалига
- 2005 — «Дрібний дощ», режисер Георгій Делієв
- 2005 — «Злидні», режисер Степан Коваль
- 2005 — «Подорожні», режисер Ігор Стрембіцький
- 2005 — «У рамках долі — Історія 1-ї української дивізії УНА 1943—1945», режисер Тарас Химич
- 2006 — «Аврора», режисер Оксана Байрак
- 2006 — «Оранжлав», режисер Алан Бадоєв
- 2006 — «Помаранчеве небо», режисер Олександр Кірієнко
- 2006 — «Чорнобильська казка», режисер Оксана Чепелик
- 2006 — «Штольня», режисер Любомир Кобильчук
- 2007 — «Інді», режисер Олександр Кірієнко
- 2007 — «Богдан-Зиновій Хмельницький», режисери Микола Мащенко, Людмила Кульчицька, Юлія Домбругова
- 2007 — «Люблю тебе до смерті», режисер Олександр Кірієнко
- 2007 — «Свої діти», режисер Олександр Кірієнко
- 2007 — «НАТО: свій чи чужий?», режисер Вадим Кастеллі
- 2007 — «Два в одному», режисер Кіра Муратова
- 2008 — «Las Meninas», режисер Ростислав Синько
- 2008 — «Альпініст», режисер Олександр Кірієнко
- 2008 — «Владика Андрей», режисер Олесь Янчук
- 2008 — «Вистава», режисер Сергій Лозниця
- 2008 — «Ворог номер один», режисер Олександр Кірієнко
- 2008 — «Живі», режисер Сергій Буковський
- 2008 — «Ілюзія страху», режисер Олександр Кірієнко
- 2008 — «Кастинг», режисер Олександр Шапіро
- 2008 — «Крила метелика», режисер Олександр Балагура
- 2008 — «Маленьке життя», режисер Олександр Жовна
- 2008 — «Михайлівський Золотоверхий монастир. 900 років», режисер Василь Вітер
- 2008 — «Пригоди бравого вояка Швейка», режисери Роберт Кромбі, Манук Депоян
- 2008 — «Райські птахи», режисер Роман Балаян
- 2008 — «Тринадцять місяців», режисер Роберт Кромбі
- 2009 — «Вихід», режисер Ігор Копилов
- 2009 — «Врятуй і збережи», режисер Євген Сивокінь
- 2009 — «Хай Бог розсудить їх…», режисер Євген Хворостянко
- 2009 — «Дон Кіхот», режисери Роберт Кромбі, Ніколас Мейєр
- 2009 — «Не один вдома», режисер Олена Фетісова

## 2010-ті
- 2010 — «Золотий вересень. Хроніка Галиччини 1939–1941», режисер Тарас Химич
- 2010 — «Щастя моє», режисер Сергій Лозниця
- 2010 — «Відторгнення», режисер Володимир Лерт
- 2011 — «Гамер», режисер Олег Сенцов
- 2011 — «Дім з башточкою», режисер Єва Нейман
- 2011 — «Крос», режисер Марина Врода
- 2011 — «Той хто пройшов крізь вогонь», режисер Михайло Іллєнко
- 2011 — «Вона заплатила життям», режисер Ірина Корпан
- 2012 — «Ескімоска», режисер Олексій Шапарєв
- 2012 — «Кінопроби. Однокурсники», режисер Кіра Муратова
- 2012 — «Мамо, я льотчика люблю», режисер Олександр Ігнатуша
- 2012 — «Гайдамака», режисер Роман Синчук
- 2012 — «Срібна Земля. Хроніка Карпатської України 1919—1939», режисер Тарас Химич
- 2013 — «Delirium», режисер Ігор Подольчак
- 2013 — «Залізна сотня», режисер Олесь Янчук
- 2013 — «Брати. Остання сповідь», режисер Вікторія Трофіменко
- 2013 — «Звичайна справа», режисер Валентин Васянович
- 2013 — «Микита Кожум'яка», режисер Манук Депоян
- 2013 — «Синевир», режисери Олександр Альошечкін, В'ячеслав Альошечкін
- 2013 — «Тіні незабутих предків», режисер Любомир Левицький
- 2013 — «Параджанов», режисери Серж Аведікян, Олена Фетісова
- 2014 — «Одного разу в Україні», режисер Ігор Парфонов
- 2014 — «Майдан», режисер Сергій Лозниця
- 2014 — «Поводир», режисер Олесь Санін
- 2015 — «Українські шерифи», режисер Роман Бондарчук
- 2015 — «Жива Ватра», режисер Остап Костюк
- 2016 — «Селфіпаті», режисер Любомир Левицький(Кобильчук)
- 2017 — «Інфоголік», режисери Валентин Шпаков, Владислав Климчук
- 2017 — «Сторожова застава», режисер Юрій Ковальов
- 2017 — «Давай, танцюй», режисери Олександр Бережан, Микита Булгаков
- 2017 — «Кіборги. Герої не вмирають», режисер Ахтем Сеітаблієв
- 2017 — «Merry-Go-Round», режисер Ігор Подольчак
- 2018 — «Міф», режисер Леонід Кантер
- 2018 — «Викрадена принцеса», режисер Олег Маламуж
- 2018 — «Тарас. Повернення», режисер Олександр Денисенко
- 2018 — «Крути 1918», режисер Олексій Шапарєв
- 2019 — «11 дітей з Моршина», режисер Аркадій Непиталюк
- 2019 — «Захар Беркут», режисер Ахтем Сеітаблаєв
- 2019 — «Черкаси», режисер Тимур Ященко

## 2020-ті
- 2020 — «Мої думки тихі», режисер Антоніо Лукіч
- 2020 — «Віддана», режисер Христина Сиволап
- 2020 — «Тарас Шевченко: Перший Самурай», режисер Роман Перфільєв
- 2023 — «Щедрик», режиссер Олеся Моргунець-Ісаєнко